# Кондинский сельсовет
Кондинский сельсовет — упразднённое муниципальное образование со статусом сельского поселения в составе Шатровского района Курганской области.
Административный центр — село Кондинское.
Законом Курганской области от 12 мая 2021 года № 50 к 24 мая 2021 года упразднён в связи с преобразованием муниципального района в муниципальный округ.

## История
- Сельсовет образован в 1919 году в Мехонской волости Шадриского уезда.
- Постановлениями ВЦИК от 3 и 12 ноября 1923 года в составе Шадринского округа Уральской области РСФСР образован Мехонский район, который упразднён Постановлением ВЦИК от 1 января 1932 года, Кондинский сельсовет передан в состав Каргапольского района.
- Постановлением ВЦИК от 17 января 1934 года Уральская область упразднена, Каргапольский район вошёл во вновь образованную Челябинскую область.
- Указами Президиума Верховного Совета РСФСР от 19 и 24 апреля 1941 года вновь образован Мехонский район. Указом Президиума Верховного Совета РСФСР от 6 июня 1941 года в его состав передан Кондинский сельсовет.
- Указом Президиума Верховного Совета СССР от 6 февраля 1942 года образована Курганская область. Мехонский район вошёл в её состав.
- Указом Президиума Верховного Совета РСФСР от 14 июня 1954 года Кондинский, Ичкинский и Поротовский сельсоветы объединены в Кондинский сельсовет.
- 1 февраля 1963 года образован укрупнённый Шадринский сельский район, в который передан Кондинский сельсовет.
- 12 января 1965 года Шадринский сельский район разукрупнён. Кондинский сельсовет вошёл в состав вновь образованного Шатровского района.
- Решением Курганского облисполкома № 24 от 25 января 1965 года с. Юлдус и д. Сибирки переданы из Кондинского сельсовета в состав Ильтяковского сельсовета Шадринского района.

В соответствии с Законом Курганской области от 6 июля 2004 года № 419 сельсовет наделён статусом сельского поселения.

## Население
| 1989 | 2002  | 2004  | 2010 | 2012 | 2013 | 2014 |
| ---- | ----- | ----- | ---- | ---- | ---- | ---- |
| 1368 | ↘1241 | ↘1164 | ↘972 | ↘957 | ↗962 | ↘923 |
| 2015 | 2016  | 2017  | 2018 | 2019 | 2020 |      |
| ↘891 | ↘868  | ↘826  | ↘810 | ↘782 | ↘758 |      |

## Состав сельского поселения
| № | Населённый пункт | Тип населённого пункта       | Население |
| - | ---------------- | ---------------------------- | --------- |
| 1 | Кондинское       | село, административный центр | ↘489      |
| 2 | Могилева         | деревня                      | ↘183      |
| 3 | Поротова         | деревня                      | ↗104      |
| 4 | Смолина          | деревня                      | ↘196      |